# Encyclopedia of Ukraine

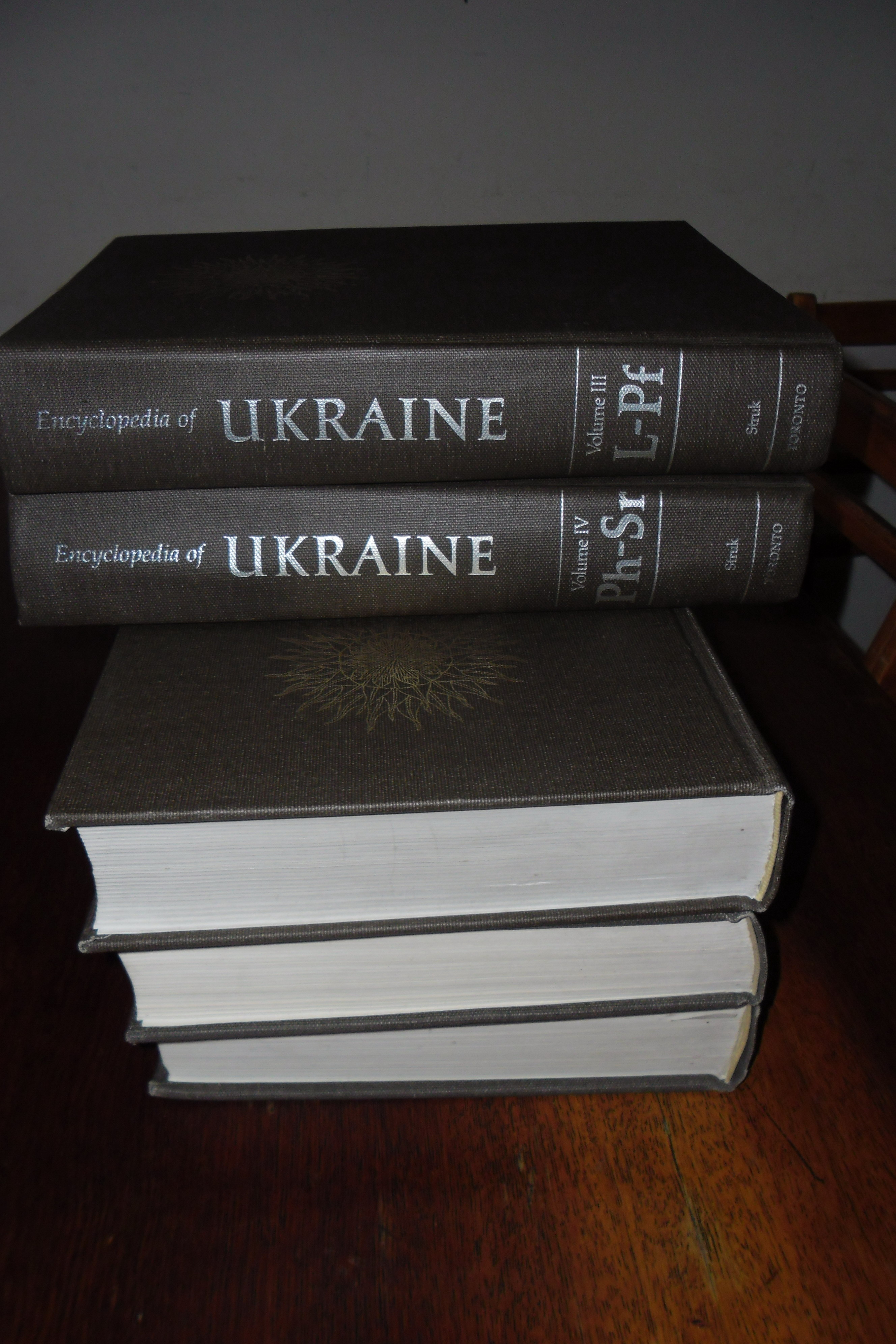

Encyclopedia of Ukraine (ukrainska: Енциклопедія українознавства) är ett engelskspråkigt uppslagsverk om Ukraina, dess historia,  geografi, ekonomi, personligheter och kultur.
Verket, som utgavs mellan 1984 och 1993, består av fem band med mer än 23 500 artiklar och  3 270 illustrationer. 
Volodynyr Kubijovytj var chefredaktör för de två första banden och Danylo Husar Struk för de sista. År 2001 kom ett band med index och rättelser.
Canadian Institute of Ukrainian Studies vid University of Alberta i Edmonton i Kanada har överfört delar av   uppslagsverket till internet och uppdaterar texten med aktuell information. För närvarande är 25 procent av verket tillgängligt på nätet.